# Granja Experimental Central de Ottawa
La Granja Experimental Central de Ottawa en inglés : Central Experimental Farm francés : Ferme expérimentale centrale, es una colección de estructuras y edificios agrícolas ubicados en los suburbios del sur de Ottawa. Es un centro de investigación de « Agriculture and Agri-Food Canada » (AAFC), (Departamento de Agricultura y Agroalimentación del Gobierno de Canadá).
El sitio, que cubre más de 400 hectáreas, fue creado en 1886 y reconocido como Sitio histórico nacional de Canadá en 1997.

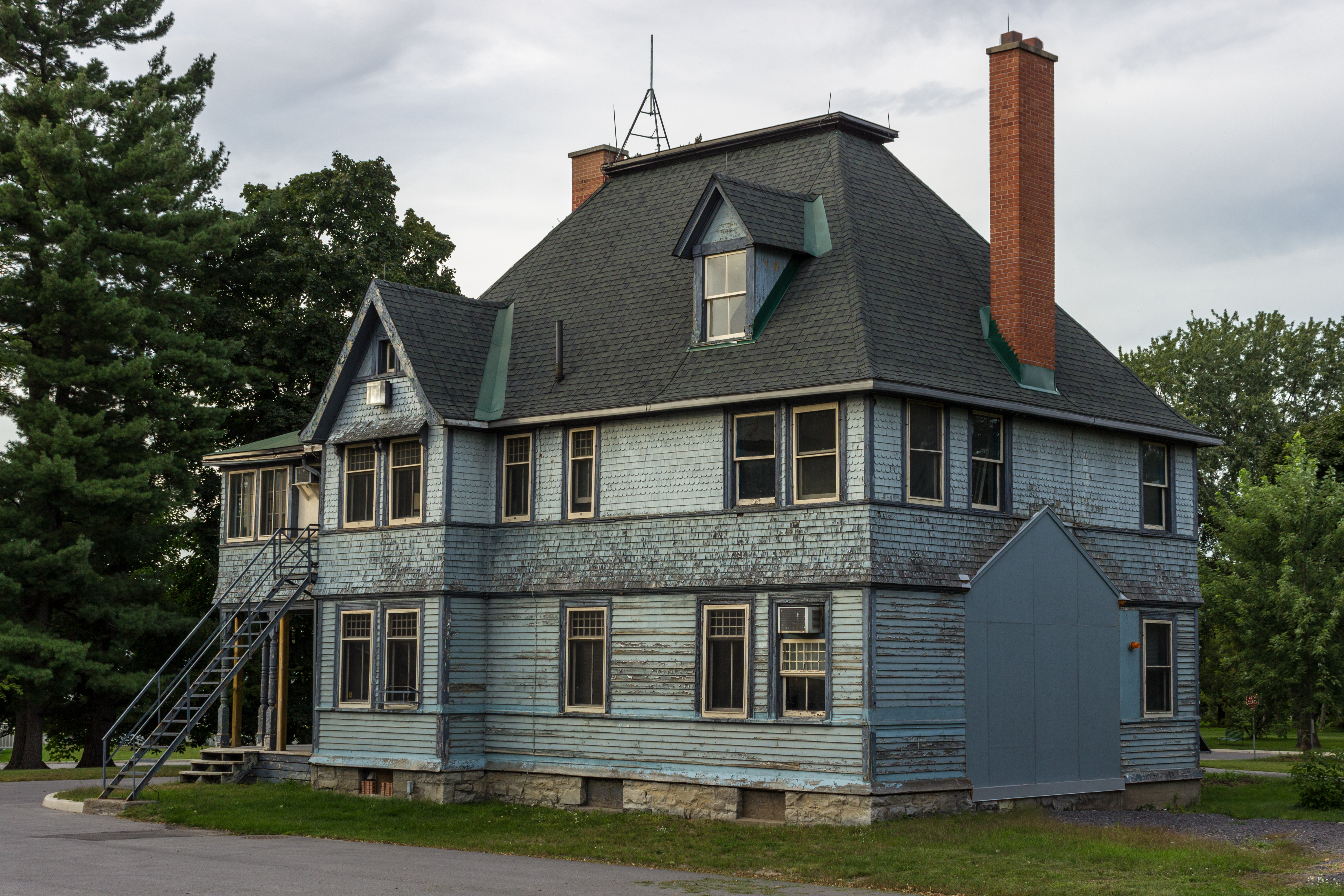
El edificio 54 CEF

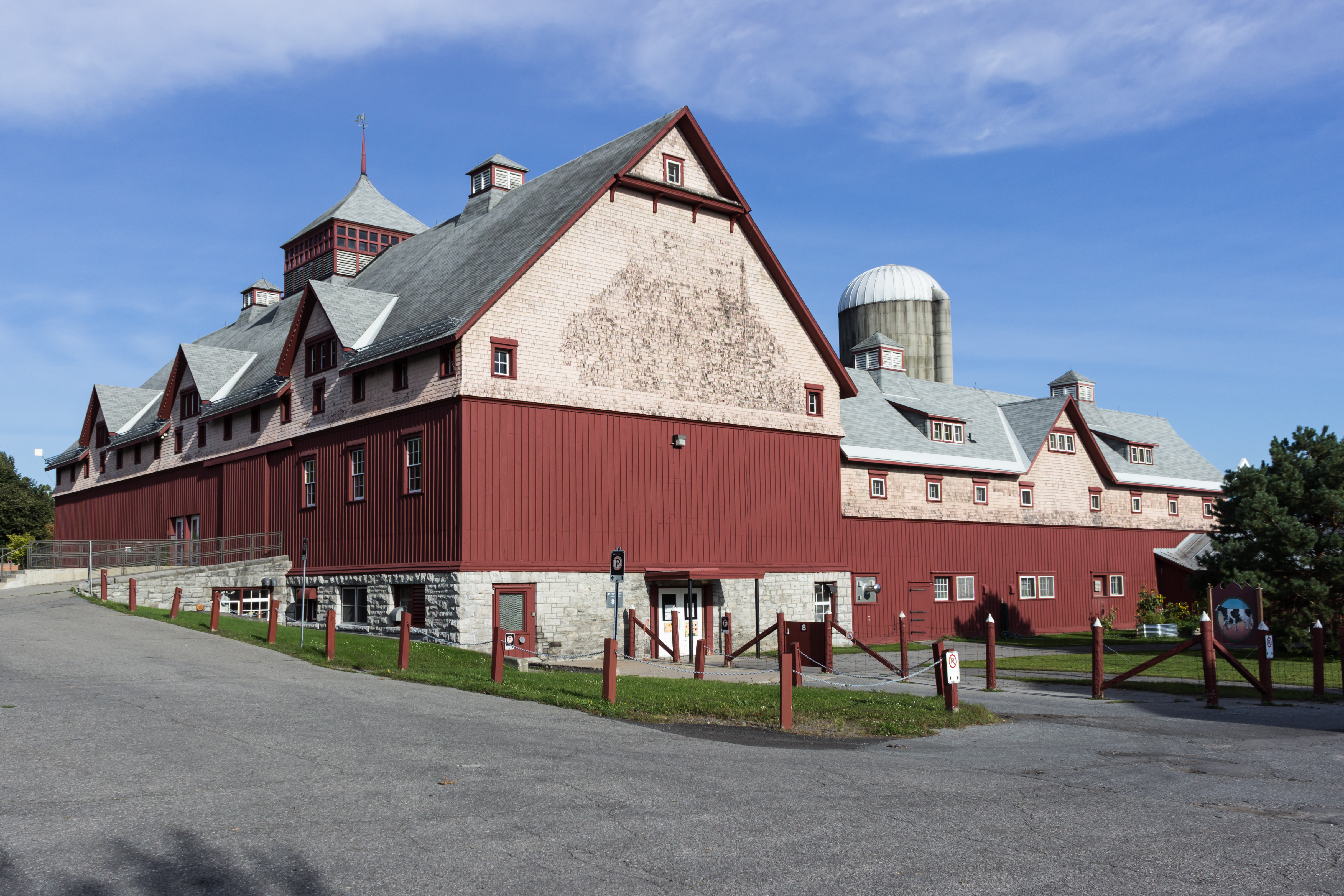
El granero principal CEF

## Historia
La era victoriana fue una época de gran interés en el avance de las ciencias naturales y muchas naciones construyeron zoológicos, observatorios, jardines botánicos y granjas experimentales. El gobierno federal de Canadá en sus deseos de introducir nuevos métodos y productos agrícolas rentables, creó la "Granja Experimental Central" en 1886, gracias al interés de John Carling, el ministro de Agricultura, y de William Saunders, el primer director de la rama de investigación, entró en vigor la "Ley sobre las Estaciones Experimentales" en 1886. 
La tierra era propiedad de agricultores locales de Ottawa. Así John Mulligan (1799-1886) vendió sus tierras al gobierno para crear la granja experimental. El CEF partió de 188 hectáreas, escogidas por su cercanía a "Parliament Hill" aproximadamente a 3 kilómetros y entonces fuera de la ciudad. 
Durante los años siguientes, se preparó el sitio mejorando el terreno. El Departamento de Agricultura seleccionó una parcela de tierra rectangular, de más de 400 hectáreas de superficie, ubicada en una localización inmejorable, debido a su variedad de tipos de suelo y acceso a transporte por tierra, agua y ferrocarril, la granja serviría tanto a Ontario como a Québec.
Las instalaciones de la granja se fueron construyendo, y plantando el arboreto, así como el cinturón forestal. Los primeros proyectos de investigación se centraron únicamente en la entomología, la botánica y la horticultura.
A medida que crecía la ciudad de Ottawa, la Granja fue absorbida gradualmente por el entorno urbano y ahora está situada dentro de los límites de la ciudad.

## Descripción
El sitio está compuesto por tres áreas:
- Edificios científicos y administrativos, así como un museo agrícola
- Campos y parcelas experimentales
- El "Dominion Arboretum y Landscape Gardens" y "Ornamental Gardens", con más de 2400 variedades de árboles y arbustos además de millones de ejemplares de plantas, insectos y hongos.[4]

Las cualidades pintorescas de la granja son un aspecto significativo de la filosofía de la agricultura del siglo XIX.